# Vorhangbeschichtung
Vorhangbeschichtung (auch: Vorhanglackierung) ist ein Verfahren zum Aufbringen von Sperrschichtüberzügen und klaren Deckschichten oder pigmentierten Standardbeschichtungen auf Flachfolien, bei der die Beschichtung aufgetragen wird, indem die Platte unter einem fallenden „Vorhang“ des Beschichtungsmaterials durchgeführt wird.
Mittels Vorhanglackierung können endlose Blechbahnen, aber auch plane Einzelstücke wie Blechteile, Leiterplatten oder Schi besonders gleichmäßig beschichtet werden. Durch Bemessen der Breite des Vorhangs, eventuell auch durch kontinuierliches wieder in den Kreislauf zurück Führen des neben dem Werkstück vorbeifallenden Materials des Vorhangs kann besonders abfallarm beschichtet werden.
Seit einigen Jahren wird Thermopapier und InkJet-Papier mittels Vorhangs beschichtet – fachsprachlich: gestrichen. Mehrlagige Beschichtungen sind in einem Durchlauf durch einen mehrlagig hergestellten Vorhang (eine einzige Schicht Flüssigkeit) möglich. Es ist möglich, 2 Komponenten, die miteinander reagieren, aufzubringen.
Seit den 1970er Jahren wird in der industriellen Herstellung von Fotomaterial Vorhangbeschichtung für die Erzeugung mehrerer Schichten auf dem Trägermaterial angewandt. Der Vorzug der Vorhangbeschichtung ist die hohe Konstanz der Schichtdicke des Auftrags, auch wenn die Unterlage etwas uneben ist. So gelingt es auch Fotopapier mit etwa Leinenstruktur herzustellen.
Oberflächenspannung und die im Vergleich zu Moleküllagen sehr dicke Vorhangschicht macht diese dehn- und stauchbar, wodurch es möglich ist, bis zu einem bestimmten Maß auch konkav oder konvex gewölbte Teile zu lackieren. Empfindlich reagiert der leichte Vorhang auf Luftströmung, insbesondere Wirbel und Stöße, sowie auf elektrostatische Ladungen, die Anziehung, Abstoßung und Entladungen verursachen können.
Bei Auftrag von Streichmitteln auf Papier per Rolle oder Rakel bestimmen die Verhältnisse zwischen Flüssigkeitsvorrat, Auftragswerkzeug und Papier die „selbstdosierte“ Auftragsmenge. Beim Vorhangbeschichten wird jedoch der Volumenstrom sehr genau vordosiert und ergibt bei Vorbeifahrt des Substrats mit konstanter Geschwindigkeit einen sehr konstant (< ± 1 %) dicken Auftrag.